# Łupawsko
Łupawsko is een plaats in het Poolse district  Bytowski, woiwodschap Pommeren. De plaats maakt deel uit van de gemeente Czarna Dąbrówka en telt 54 inwoners.